# Псковская православная миссия

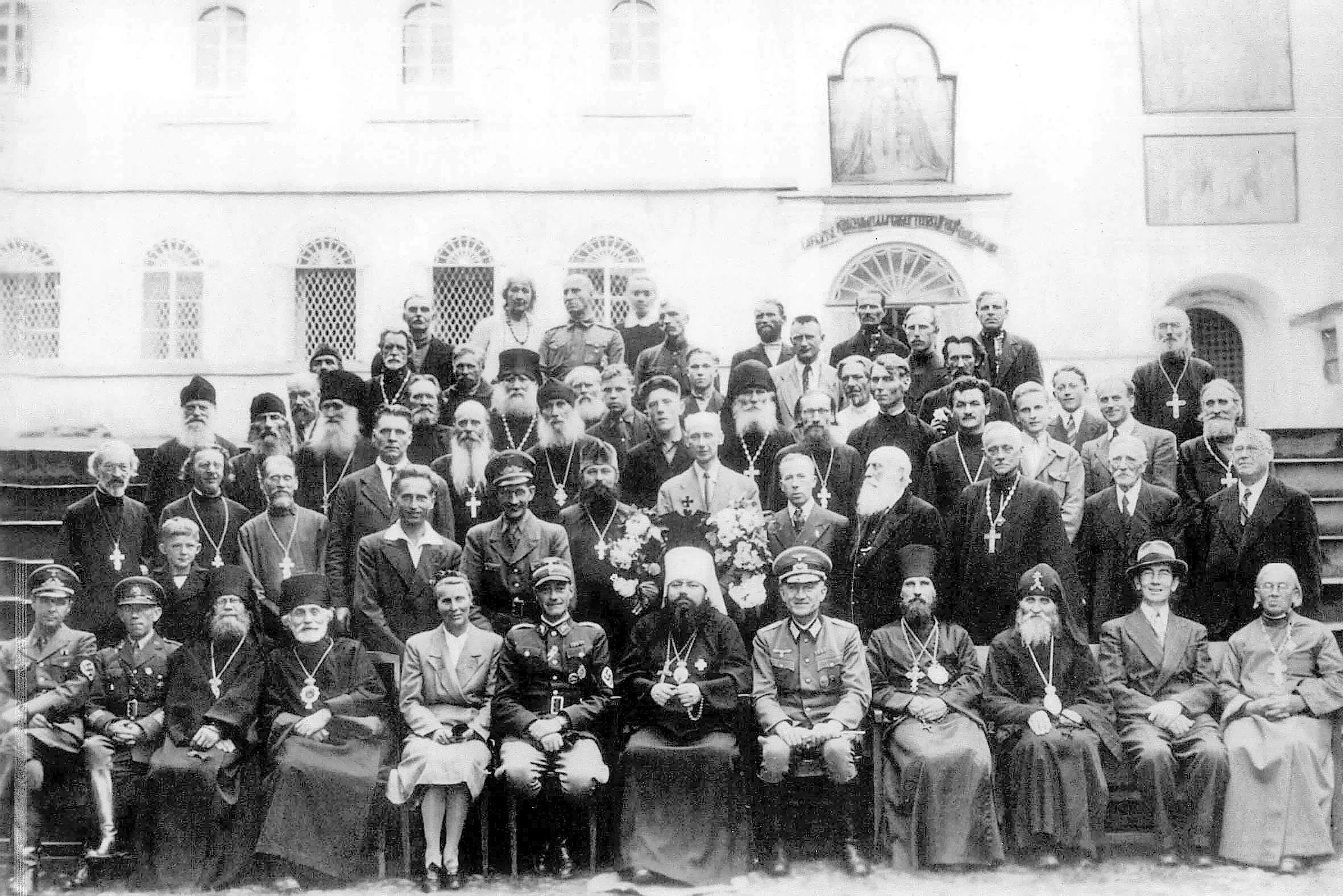
Духовенство Псковской православной миссии и немецкие военные во Псково-Печерском монастыре

Пско́вская правосла́вная ми́ссия — пастырско-миссионерское учреждение, ставившее задачу возрождения православной церковной жизни на северо-западе оккупированной Вермахтом территории РСФСР; создано в августе 1941 года при содействии германской администрации митрополитом Виленским и Литовским Сергием (Воскресенским), который, сохраняя номинальное пребывание в юрисдикции Московского патриархата, осуждал сотрудничество последнего с советским режимом в борьбе против Германии, с самого начала немецкой оккупации занял антикоммунистическую позицию и принял курс на сотрудничество с оккупационными властями.
Действовала в 1941—1944 годах на оккупированной части епархий Русской православной церкви: Ленинградской (Санкт-Петербургской), Псковской и Новгородской. Ранее, в ходе Большого террора 1937—1938 годов высшее духовенство на северо-западе России, как и повсюду в СССР, было в большинстве своём репрессировано, частично вынуждено перейти на светскую работу, и к лету 1941 года в указанных епархиях (не считая Ленинграда с ближайшими окрестностями) действовало не более 10 храмов. Последняя церковь в самом городе Пскове была закрыта весной 1941 года. За неполных два с половиной года верующему населению с помощью миссии удалось возродить более 300 приходов, согласно другим данным — около 200.
Для верующих создание Православной миссии объяснялось не только необходимостью быстрого возрождения в «освобождённых областях» церковной жизни, но и тем, что эти области перед войной не имели епископа, ранее ими руководившего.
В настоящее время деятельность Псковской миссии — тема споров в околоцерковной среде. Их называют и героями антибольшевистского сопротивления, и пострадавшими от лживых обвинений в коллаборционизме, и предателями своей Родины. Официальных заявлений по поводу отношения к деятельности Псковской миссии высшее духовенство Русской православной церкви не делало.

## История
Основу Псковской миссии составили православные священники из Рижской и Нарвской епархий. 18 августа 1941 года во Псков прибыли первые 14 миссионеров-священников, среди которых были как выпускники православного Богословского института в Париже, так и деятели Русского христианского союза. Первым начальником псковской Православной миссии стал протоиерей Сергий Ефимов, в октябре 1941 года его сменил протоиерей Николай Коливерский, после смерти которого в октябре 1942 года новым начальником был назначен протопресвитер Кирилл Зайц. В новооткрытых храмах за богослужениями поминали митрополита Ленинградского Алексия, в чьей епархии служили миссионеры, подчёркивая, что миссия — часть Русской церкви. (Но когда советские самолёты начали разбрасывать подписанные Алексием антифашистские листовки, оккупационные власти запретили упоминание его имени в храмах).
При богослужениях на оккупированной территории возносилось не только имя экзарха, но и Местоблюстителя патриаршего престола. Было официально объявлено, что «Высшая церковная власть в Российской православной церкви принадлежит Местоблюстителю Патриаршего Престола Блаженнейшему Сергию и состоящему при нём архиерейскому собранию. Но Экзархат в связи с ходом военных событий оказался по эту сторону фронта и поэтому управляется самостоятельно».
Организация миссии в 1941 году не была инициативой оккупационных властей. Первое время немцы даже не давали прибывшим священникам продовольственных карточек, которые выдавались сотрудникам оккупационных административных структур. Но 12 сентября 1941 года экзарх Сергий обратился к германским властям с просьбой о содействии, где доказывал оккупантам, что Московская патриархия никогда не примирялась с безбожной властью, подчинившись ей только внешне, и что поэтому он, Сергий, имеет моральное право призвать русский народ к борьбе против большевизма. Но, несмотря на все эти заявления, к митрополиту Сергию немцы всё же испытывали недоверие. Так, наместник Псково-Печерского монастыря архимандрит Павел (Горшков), которому немцы доверяли больше, несколько раз был вызван в гестапо в Псков, где его подробно расспрашивали о политических настроениях экзарха.
Немецкие власти использовали работу миссии для своих пропагандистских целей. Пропаганда активно велась через издаваемые миссией на русском языке газеты и журналы. Священникам предписывалось выявлять неблагонадёжных лиц, враждебно настроенных против немецкой армии и немецких властей, а также партизан и тех, кто им сочувствует. В их обязанность входил и сбор сведений об урожайности того или иного района, количестве зерна, овощей, скота: тыловые подразделения вермахта хотели знать больше о возможностях русского населения увеличить поставки продовольствия для их нужд.
22 июня было объявлено немцами праздником, и поэтому по всем храмам миссии отмечался «День освобождения русского народа», служились молебны о победе Германии. В июне 1942 года вышло распоряжение миссии, в котором говорилось:

…В ночь с 21 на 22 сего месяца исполняется год той освободительной борьбы, которую ведёт победоносная германская армия с большевизмом во имя спасения человечества от сатанинской власти поработителей и насильников. Христианский долг требует от нас искреннего сознания всей важности необходимости продолжающейся освободительной борьбы, а также соответствующего серьёзного отношения и к великой дате современной истории, ознаменовавшей собой начало этой борьбы. В связи с этим, предписываем всему духовенству 21 сего июня после божественной литургии и произнесения соответствующего слова совершить молебствование о даровании Господом сил и крепости Германской армии и её вождю Адольфу Гитлеру для окончательной победы над проклятым жидо-большевизмом.

Дни «освобождения от большевизма» немцами других городов тоже отмечались как праздничные: так, 9 августа 1942 года во Пскове состоялся крестный ход в честь годовщины освобождения города от большевизма.

После войны миссионеры оправдывались, что в глубине души плохо относились к оккупантам. Один из миссионеров, протопресвитер Алексий Ионов, благочинный Островского округа в 1941—1943 годах, писал в воспоминаниях:
Что немцы — зло, никто из нас не сомневался. Ни у кого из нас не было, конечно, никаких симпатий к завоевателям «жизненного пространства» нашей родины. Глубокое сострадание и сочувствие к бедствующему народу, нашим братьям по вере и по крови, — вот что наполняло наши сердца.
К служению в открытых с помощью миссии храмах вернулось несколько десятков священников, диаконов и псаломщиков, в предвоенные годы вынужденных перейти на гражданскую работу или находившихся за штатом. Рукоположения новых клириков для приходов в зоне действия миссии совершали митрополит Сергий, архиепископ Павел (Дмитровский) и другие архиереи Прибалтийского экзархата. Миссия издала ряд циркуляров по поводу необходимости отбора и проверки всех претендентов в священнослужители новооткрытых храмов. Подобную политику можно объяснить не только опасениями миссии, что среди духовенства могут оказаться противники немцев, но и тем большим количеством самозванцев, которые в условиях массового открытия церквей и нехватки настоящих священников, создавшейся в результате советских репрессий, выдавали себя за священников. Так, благочинный Гатчинского округа самозванец Иван Амозов, бывший член ВКП (б), смог успешно выдать себя за священника при помощи справки об освобождении из заключения, однако на Колыме в 1936 году он оказался не как «гонимый за веру», а за мошенничество.
С середины 1942 года миссия стала издавать ежемесячный журнал «Православный христианин. Издание православной миссии в освобождённых областях России». В издании принимали участие священники Иаков Начиc, Николай Трубецкой (редактор), Константин Шаховской, Кирилл Зайц, Георгий Бенигсен, Алексий Ионов, Иоанн Лёгкий, Георгий Тайлов, Николай Шенрок, архимандрит Богоявленского монастыря Серафим (Проценко), миряне барон Б. Г. Врангель, Р. В. Полчанинов, Р. И. Матвеева. Все номера этого журнала предварительно проходили цензуру со стороны немецких пропагандистских служб, и если в них было «слишком много православия и слишком мало антибольшевистских материалов», их выпуск не разрешался. Миссия издала «Православный календарь на 1943 год». В условиях оккупации стало возможным производить церковный звон (в СССР к середине 1930-х годов на него были наложены ограничения, а в некоторых регионах полный запрет), совершать крестные ходы под открытым небом, в том числе на большие расстояния. Возрождалась церковно-приходская благотворительность.
Значительным церковным событием того времени была передача Церкви Тихвинской иконы Божией Матери. В период оккупации икона была изъята из монастыря в Тихвине при участии немецких солдат, вывезена во Псков и торжественно передана Церкви немцами 22 марта 1942 года.
Особое внимание священники-миссионеры уделяли духовной помощи военнопленным — в ряде лагерей удалось открыть храмы. Для военнопленных собирали пожертвования, одежда. После молебна священник обязательно выступал с проповедью, объясняя пленным, что эта война послана Богом им в наказание за атеизм большевиков. Миссия заботилась и о сиротах. Стараниями прихожан был создан детский приют при храме святого Димитрия Солунского в Пскове для 137 мальчиков и девочек в возрасте от 6 до 15 лет. Ради возрождения религиозной жизни в регионе священство стало выступать по радио: еженедельные передачи шли из Пскова.
При поддержке Псковской православной миссии Ростислав Полчанинов создал скаутскую организацию, которая продолжила деятельность за рубежом после отступления немцев из Псковской области.
Приходская жизнь проходила под двойным контролем. С одной стороны, деяния миссионеров-священников курировали оккупационные власти, а с другой — советские партизаны. Отчёт начальника миссии протоиерея Кирилла Зайца немецкому руководству отмечал противоречивость имевшихся сведений: «По словам одних, партизаны считают священников врагами народа, с которыми стремятся расправиться. По словам других, партизаны стараются подчеркнуть терпимое, и даже благожелательное, отношение к Церкви и, в частности, к священникам». Немецкую администрацию интересовало особо, верит ли народ агитационным сообщениям об изменении церковной политики и как он на эти сообщения реагирует. Письменные сообщения стали поступать в Управление миссии регулярно. Содержание их было разнообразным.
В августе 1942 года все священники оккупированных районов Северо-Запада РСФСР получили секретный циркуляр от миссии, подписанный протоиереем Кириллом Зайцем. В нём давались следующие задания:
1. выявлять партизан и лиц, связанных с ними;
2. среди прихожан выявлять всех тех, кто настроен против немцев и высказывает недовольство немецкими порядками;
3. выявлять всех, которые отправляют службы, не имея посвящения в сан, то есть священников-самозванцев;
4. выявлять в своём приходе всех лиц, кто ранее был репрессирован советской властью.

В этом же циркуляре были и задания по чисто церковным делам, в том числе по благотворительным сборам прихожан на бедных детей, ремонт храмов и т. д.
Но в глубинке, удалённой от крупных немецких гарнизонов, отнюдь не все священники выполняли распоряжения Православной миссии по содействию оккупантам. Так, священник села Рождествено Пушкинского района Ленинградской области Георгий Свиридов тайком помогал заключённым немецкого концлагеря, а священник деревни Хохлово Порховского района Федор Пузанов сотрудничал с партизанами, а после того как немцы сожгли приход, ушёл в отряд.
После того, как в 1943 году в Москве было заключено соглашение между Сталиным и руководством Русской православной церкви, и иерархи, собравшиеся в Москве, подписали воззвание «Осуждение изменников вере и отечеству», где перешедшие на сторону нацистской Германии объявлялись отлучёнными от церкви, а епископы и клирики — лишёнными сана, германское руководство созвало совещание православных архиереев Латвии, Эстонии и Литвы. В совещании принимали участие сам Сергий, митрополит Литовский, экзарх Латвии и Эстонии, архиепископ Иаков Елгавский, Павел, епископ Нарвский и Даниил, епископ Ковенский. Участники совещания высказали мнение по поводу воззваний к русскому народу патриаршего местоблюстителя Сергия, митрополита Московского и Коломенского, о сопротивлении германской армии и угроз отлучения всем сотрудничавшим с немцами:

Высокочтимый иерарх, глава Русской Православной Церкви, не мог составить или по крайней мере добровольно подписать это воззвание. Целый ряд обстоятельств доказывает, что это воззвание сфабриковано кремлёвскими властителями и распространяется от лица патриаршьего Местоблюстителя. <…> Либо он вовсе его не подписывал, либо подписал под страшными угрозами, желая спасти вверенное ему духовенство от полного истребления. Для нас это воззвание служит ярким доказательством того, что большевики по-прежнему держат Православную Церковь в своих тисках, удушая её и фальсифицируя её голос. Оплакивая участь патриаршьего местоблюстителя, мы решительно отмежовываемся от насильно навязанной ему политической установки и молимся Господу о полном и скором освобождении Православной Церкви от проклятого большевистского гнёта.

Немцы настаивали на непризнании каноничности избрания Архиерейским собором в Москве в сентябре 1943 года Сергия патриархом. Оккупационные власти настаивали на проведении конференции с обязательной резолюцией против патриарха. Но экзарх в проекте резолюции не назвал даже имя первосвятителя, не говоря уже об отмежевании от Московской патриархии. Но упоминание имени Сергия как патриарха на богослужении было прекращено.
Осенью 1943 года, в ожидании контрнаступления советских войск, германское командование осуществило массовую эвакуацию гражданского населения из прифронтовой зоны в Прибалтику. Экзарх митрополит Сергий распорядился, чтобы при вынужденной эвакуации приходы брали с собой святыни и самое ценное церковное имущество (соответствующий потребностям транспорт был предоставлен оккупантами), и распределил эвакуированное духовенство по приходским храмам Эстонии, Латвии и Литвы. Среди ценностей была и Тихвинская икона Божией Матери, которая потом оказалась в США.
28 апреля 1944 года экзарх митрополит Сергий был убит. Машина, в которой он ехал по пути из Вильнюса в Ригу, была расстреляна на шоссе близ Ковно людьми в немецкой военной форме. С ним были убиты его шофёр и двое сопровождавших. Немцы обвинили в убийстве партизан, которые действительно угрожали смертью духовенству миссии, но есть версия, что за убийством стояли они сами. Осенью 1944 года началось восстановление советской власти в Прибалтике. Все сотрудники миссии, кроме уехавших на Запад, были арестованы органами НКВД. Им вменяли в вину сотрудничество с оккупационными властями. Суды проходили в закрытом режиме, все подсудимые были осуждены и отправлены в трудовые лагеря. Начальник миссии 75-летний протопресвитер Кирилл Зайц, член Поместного собора 1917—1918 годов, был приговорён к 20 годам исправительно-трудовых лагерей. Большинство тех, кто дожил до освобождения из мест заключения, вернулись в родные места, где возобновили своё служение.
В 2010 году Владимир Хотиненко снял художественный фильм «Поп», рассказывающий историю выдуманного героя — священника Псковской миссии.
Последний из остававшихся в живых участников Псковской православной миссии, протоиерей Георгий Тайлов, скончался в Латвии 8 мая 2014 года на сотом году жизни.
Из духовных лиц, так или иначе связанных с деятельностью Псковской миссии, в первые годы XXI века канонизированы иеросхимонахи Серафим (Муравьёв) Вырицкий и Симеон (Желнин) Псково-Печерский.